# ケサヤバナ
ケサヤバナ（学名：Coleus formosanus）はシソ科の多年生草本。環境省絶滅危惧IA類（CR）、沖縄県絶滅危惧IA類（CR）。

## 特徴
高さ30–50 cm。茎は四角形で径5–8 mm、基部は匍匐して根を下ろす。葉は多肉質で対生し、卵形～ひし形状卵形で長さ4–6 cm、葉縁は鈍鋸歯縁で、葉の表裏に白色の短毛を密生する。葉裏に褐色の細点がある。開花期は夏～秋で、頂生する長さ7–10 cmの穂状の輪散花序に淡紅紫色の小さな花を密につける。花冠下部は筒状、上部は2唇に分かれ、下唇は3裂する。染色体数は台湾産、与那国島産ともに2n=50。

## 分布と生育環境
国内唯一の産地である沖縄県与那国島は分布域の北限で、3箇所の自生地が知られるが個体数は極めて少ない。日当たりの良い海岸断崖の岩場に生育する。
国外では台湾蘭嶼および緑島、フィリピンバタン諸島およびバブヤン島、マレーシアに分布。

## 種の分類
YListではケサヤバナとキランジソ（コリウス、C. scutellarioides）を別種としているが、POWOではC. formosanusをC. scutellarioidesのシノニムにまとめている。本項における学名表記は前者に従った。

## 属の分類の変遷
ケサヤバナは台湾紅頭嶼（蘭嶼）産標本をもとに1906年にColeus formosanusと記載された。ケサヤバナを含むColeus属は4本の雄蕊の基部が融合し、基部が分離するPlectranthus属とは区別されてきたが、この特徴は属の区分として弱く、一貫していない等の理由で広義のPlectranthus属に纏められるようになった。しかし一部の種はSolenostemon属とされていた。
Plectranthinae亜連の分子系統学的研究では、Plectranthinae亜連は単系統だが2つの主要な系統群からなることが示された。1つはColeus属の基準種を含み、かつSolenostemon属を含むものであり、もう1つはPlectranthus属の基準種と他のいくつかの属を含むものであった。広義のPlectranthus属は単系統ではないことから細分化され、（ケサヤバナC. formosanusをシノニムとして含む）キランジソはColeus属のC. scutellarioidesと分類された。このような経緯から、ケサヤバナは文献の刊行時期により様々な学名で記されている。